# ペタル・ストヤノヴィチ
ペタル・ストヤノヴィチ（Petar Stojanović / セルビア語: Петар Стојановић, 1877年9月7日（9月6日説および8月25日説もあり） – 1957年9月11日）は、セルビアのヴァイオリニストで、舞台音楽や管弦楽曲の作曲家。

## 略歴
ブダペストに生まれ、ヴァイオリンをイェネー・フバイに師事。さらにウィーン音楽院において、ヴァイオリンをヤーコプ・グリュンに、作曲をロベルト・フックスとリヒャルト・ホイベルガーに師事した。1925年にベオグラードでヴァイオリン教授となり、歿年までその地位にあった。

## 主要作品一覧
- 喜歌劇《虎（ドイツ語: Der Tiger）》 （1905年11月14日ブダペスト）
- 軽歌劇《屋根の上の可愛い娘（ドイツ語: Liebchen am Dach）》 （台本：ヴィクトル・レオン、1917年）
- 軽歌劇《ライヒシュタット大公（ドイツ語: Die Herzog von Reichstadt）》（台本：ヴィクトル・レオンとハインツ・ライヒェルト、1921年ウィーン）

- バレエ音楽《ミリャーナ（Mirjana）》（1942年）
- バレエ音楽《9本の蝋燭（Devet čiraka）》（1944年）

- ヴァイオリン協奏曲 第1番（1904年）
- ヴァイオリン協奏曲 第2番（1916年、プラハ）

- 交響詩《英雄の死（Smrt junaka）》（1918年）
- 交響詩《（Sava）》 （1935年）

- ピアノ五重奏曲ハ短調（Quintett [c moll] für Klavier, zwei Violinen, Viola und Violoncell） 作品9
- ピアノ四重奏曲ニ長調（Quartett [D dur] für Klavier, Violine, Viola und Violoncell） 作品15